# 聖ゲオルギウスと竜 (ラファエロ)

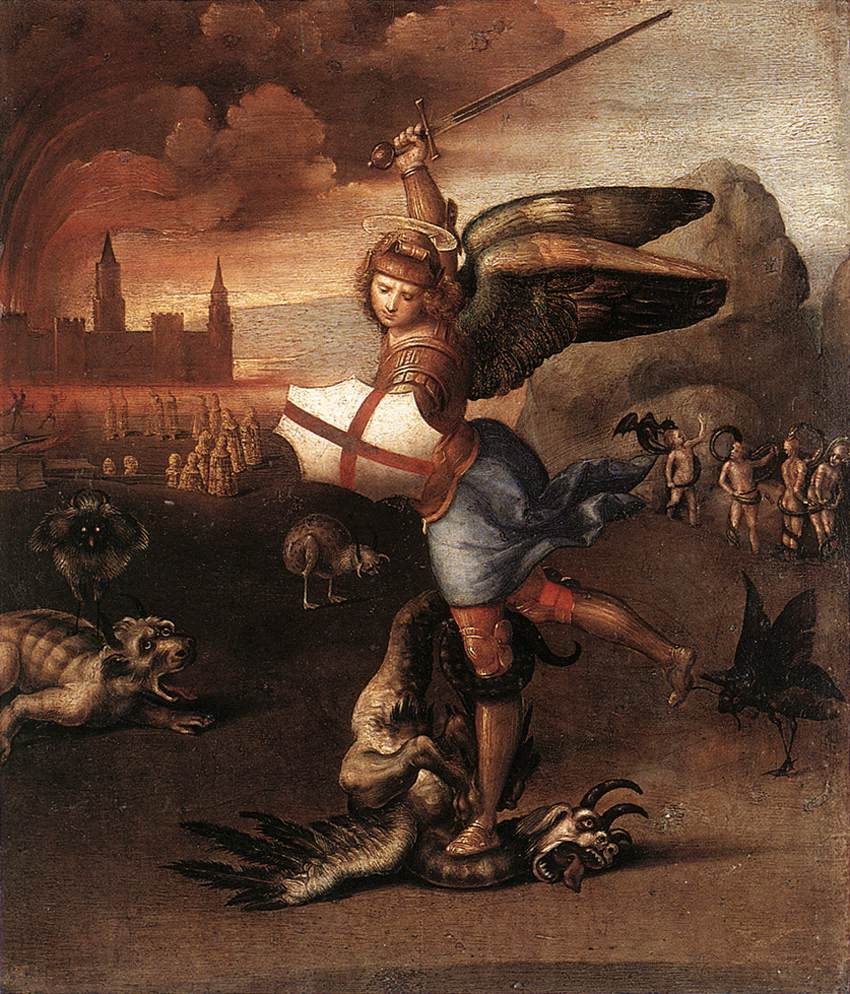
対作品とされる『聖ミカエルと竜』。

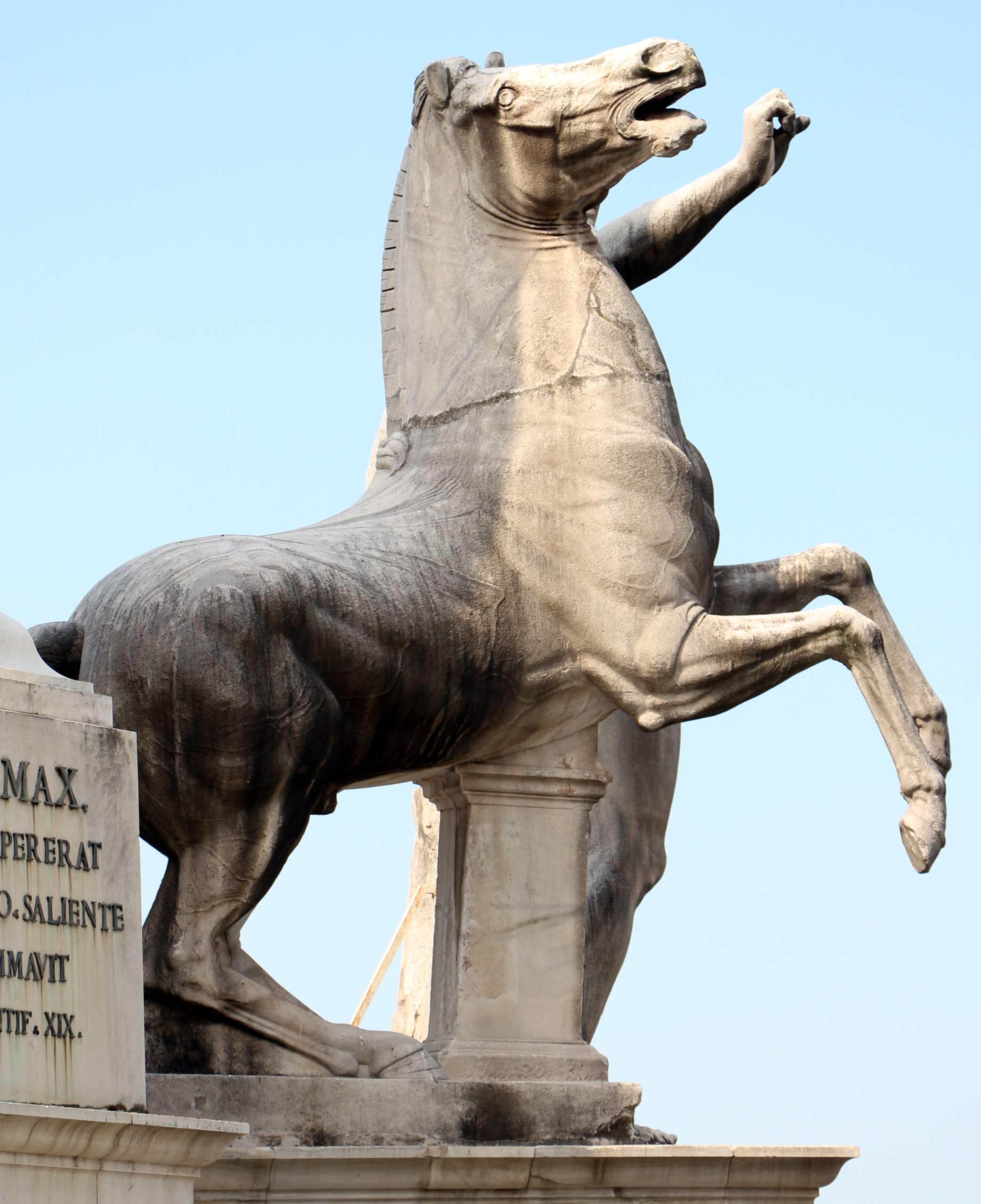
モンテ・カヴァッロの古代彫刻『馬の調教師』。

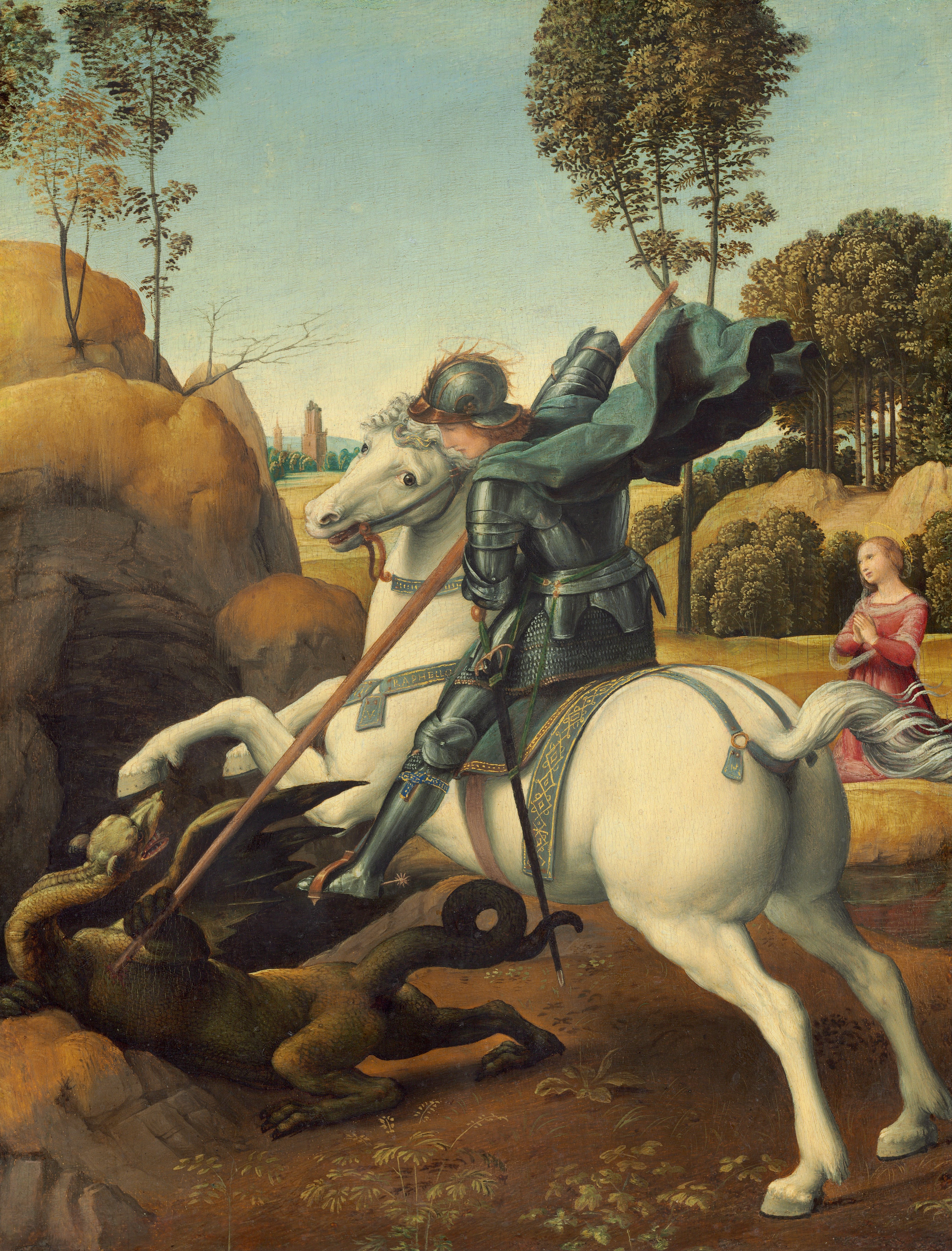
ワシントン・ナショナル・ギャラリー版。

ジュール・マザラン枢機卿が所有していたラファエロの作品の1つ『バルダッサーレ・カスティリオーネの肖像』。1514年から1515年頃。

『聖ゲオルギウスと竜』（せいゲオルギウスとりゅう、伊: San Giorgio e il drago, 仏: Saint Georges et le Dragon, 英: Saint George and the Dragon）は、盛期ルネサンスのイタリアの巨匠ラファエロ・サンツィオが1504年から1505年頃に制作した絵画である。油彩。主題は13世紀の『黄金伝説』で語られているキリスト教の聖人、聖ゲオルギウスの竜殺しの伝説から取られている。
ウルビーノ時代の様式とフィレンツェ派の影響が見られる初期のラファエロを代表する作品で、制作経緯や注文主については不明だが、ウルビーノの宮廷と関係が深い作品と考えられている。また同時期に制作された『聖ミカエルと竜』（San Michele e il drago）の対作品とされている。17世紀にジュール・マザラン枢機卿のコレクションを経てフランス王室コレクションに入り、現在は両作品ともにパリのルーヴル美術館に所蔵されている。またカルトン（原寸大下絵）がウフィツィ美術館に、異なるバージョンがワシントンのナショナルギャラリーに所蔵されている。

## 制作背景
本作品に関する最古の記録はルネサンス後期のイタリアの画家、著述家のジャン・パオロ・ロマッツォまで遡る（1584年）。しかしそれ以前の史料が発見されていないため、本作品の制作経緯や注文主については不明のままである。ただし、いくつかの推測がされており、いずれも青年時代にラファエロが出入りしたウルビーノの宮廷と結びつけて考えられている。これらの説によると、注文主はウルビーノ公フェデリーコ・ダ・モンテフェルトロの娘ジョヴァンナである。彼女は青年時代のラファエロの庇護者であり、ジョヴァンニ・デッラ・ローヴェレとの間に後のウルビーノ公フランチェスコ・マーリアを生んだ。
当時のローマ教皇アレクサンデル6世（ロドリーゴ・ボルジア）は一族の勢力拡大に教皇権力を利用した。また息子チェーザレ・ボルジアも父に積極的に加担したため、当時のイタリアは戦火が絶えなかった。ウルビーノも例外ではなく、1502年にチェーザレ・ボルジアがウルビーノを征服すると、ジョヴァンニの息子フランチェスコはフランスに亡命し、1503年にルイ12世によって亡き夫とともに聖ミカエル騎士団の騎士に叙された。さらにその翌年、ジョヴァンナの亡き父と弟グイドバルドがイングランド国王ヘンリー7世によって聖ゲオルギウスを守護聖人とするガーター騎士団の勲章を授けられた。一方でアレクサンデル6世とチェーザレ・ボルジアは1503年に原因不明の病にかかり、アレクサンデル6世は病死し、チェーザレ・ボルジアは失脚している。すると、グイドバルドは1504年に亡命先のローマでフランチェスコを養子とし、その年の9月にウルビーノに帰国して、養子縁組を祝う式典を催した。こうした経緯から、ジョヴァンナは一族の栄誉を記念するために、関係の深い戦士聖人を主題とする『聖ゲオルギウスと竜』および『聖ミカエルと竜』を注文したのではないか、と言われている。ただし、注文の時期についてはガーター騎士団の勲章を授けられたときとする説と、ウルビーノ帰国後の式典のときとする説がある。

## 作品
ラファエロはドラゴンに剣の一撃を加えんとする聖ゲオルギウスを描いている。聖ゲオルギウスは黒い甲冑を身にまとい、羽根飾りのついた兜を被り、黒のマントをたなびかせながら白馬に騎乗している。両脚を跳ね上げた白馬はピンク色の馬具と深紅の鞍が取り付けられている。聖人の槍はすでにばらばらに壊れ、その破片が大地の上に散らばっているが、穂先はドラゴンの胸に突き刺さったままになっている。しかしドラゴンはなおも聖ゲオルギウスを攻撃しようとしている。背景は平和そのものであり、穏やかな緑が遠くまで広がっている。シレーヌの王女はやや離れた場所に描かれ、ドラゴンから逃れようとしている。王女の腰には白い帯があり、ドラゴンを従えて都市に帰ることが暗示されている。ウフィツィ美術館の原寸大の下絵では前景に犠牲者の骨が描かれていたが、下絵に転写用の穴が開けられていないことから、タブローの製作段階で構想を変更したことが分かる。
空間表現と風景の描写は師であるペルジーノの影響であり、それに対して対角線上に攻撃的なドラゴン、聖ゲオルギウスと白馬、逃げる王女を配置することで、静的な構図に躍動感を作り出している点はフィレンツェ派のレオナルド・ダ・ヴィンチの影響とされる。
両脚を跳ね上げた馬の図像は、モンテ・カヴァッロ（クイリナーレの丘）にある双子の神ディオスクロイの古代彫刻『馬の調教師』、またドラゴンや全体の構想には北方の画家マルティン・ショーンガウアー、下絵の骨はアルブレヒト・デューラーの影響が指摘されている。
本作品と『聖ミカエルと竜』との間にはパネルの形状や様式、技法に違いがあるため、対作品と見なすことについて若干の疑問が残る。おそらく『聖ミカエルと竜』が制作されたのは本作品の完成から1年ないし2年後のことであり、したがって、両作品は最初から対として構想されたわけではなく、時を経ずして制作された2作品が早い時期に対作品として見なされるようになった可能性が高い。制作年代については、研究者の見解は1500年から1505年の間で揺れているが、フィレンツェ派の影響の度合いから、フィレンツェに移って間もない1504年から1505年頃とするのが有力である。

## 来歴
ジャン・パオロ・ロマッツォによるとミラノの「吝嗇で愚かな」所有者が、ピアチェンツァ公アスカニオ・スフォルツァに『聖ゲオルギウスと竜』および『聖ミカエルと竜』を売却した。両作品は1520年代にはミラノにあったらしいことが、複製の存在から判明している。その後の経緯は不明瞭ながら、17世紀にはジュール・マザラン枢機卿のコレクションとなっており、枢機卿の死去から4年を経た1665年にフランス国王ルイ14世によってラファエロの『バルダッサーレ・カスティリオーネの肖像』（Portrait of Baldassare Castiglione）や、コレッジョの3作品、ティツィアーノ・ヴェチェッリオの『パルドのヴィーナス』（Pardo Venus）とともに遺産相続人から購入された。その後ルーヴル美術館の設立とともに同美術館に所蔵された。

## 別のバージョン
ワシントンのナショナル・ギャラリーに異なるバージョンが所蔵されている。おそらく本作品のすぐ後（1506年頃）に制作された。

## ギャラリー
ジュール・マザラン枢機卿のコレクションからフランス王室に入った絵画には以下のような作品がある。

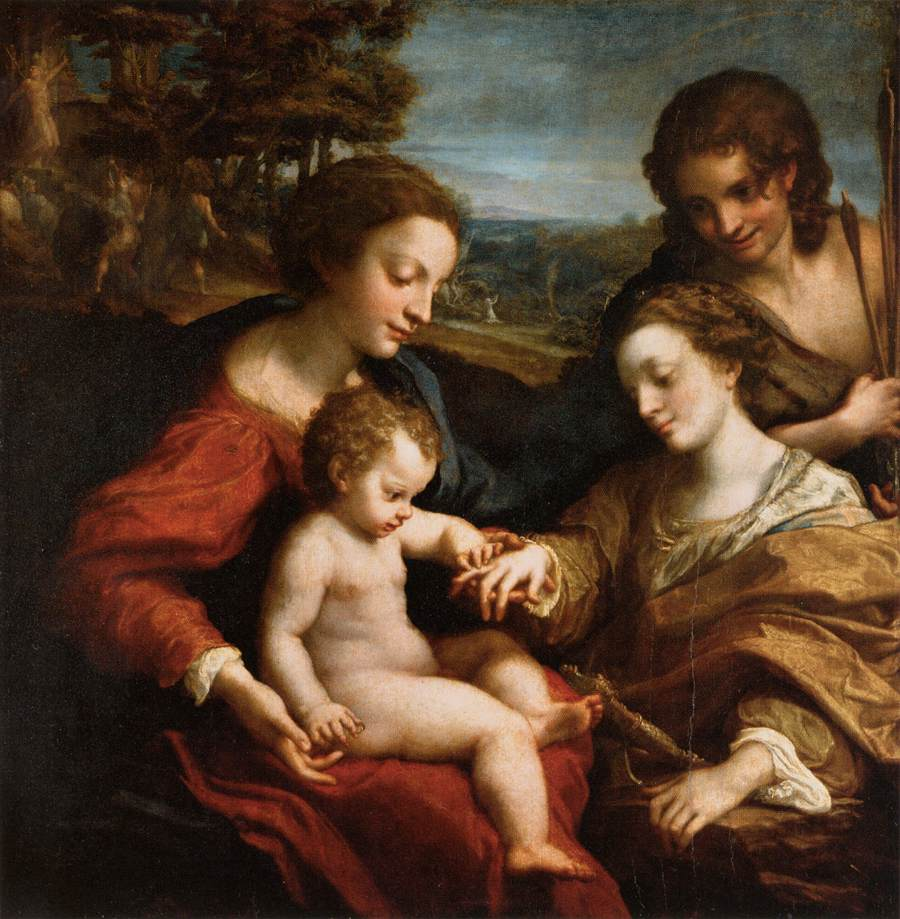
コレッジョ『聖カタリナの神秘の結婚と聖セバスティアヌス』1525年-1526年頃
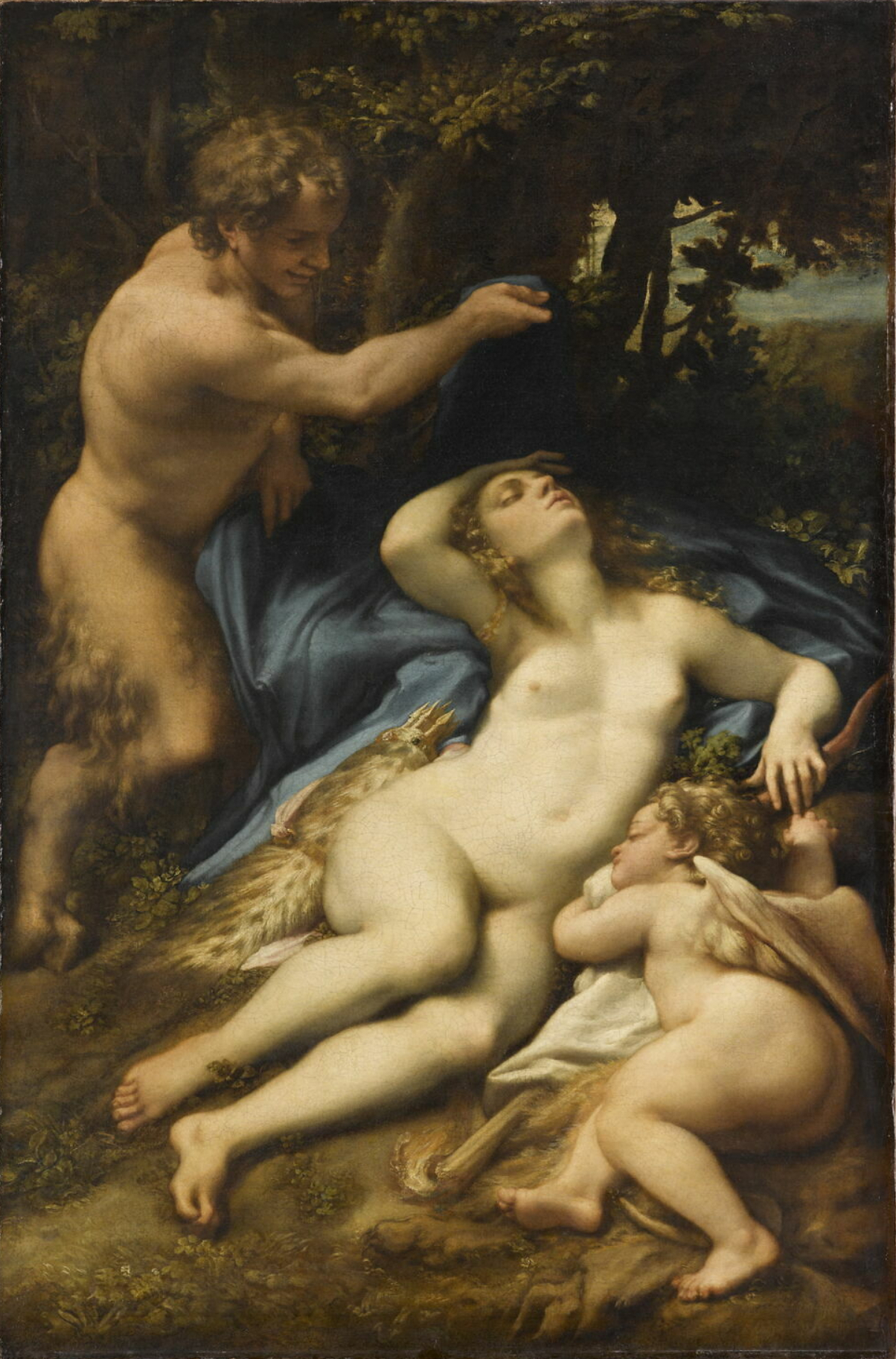
コレッジョ『眠れるヴィーナスとキューピッド、サテュロス』1526年頃
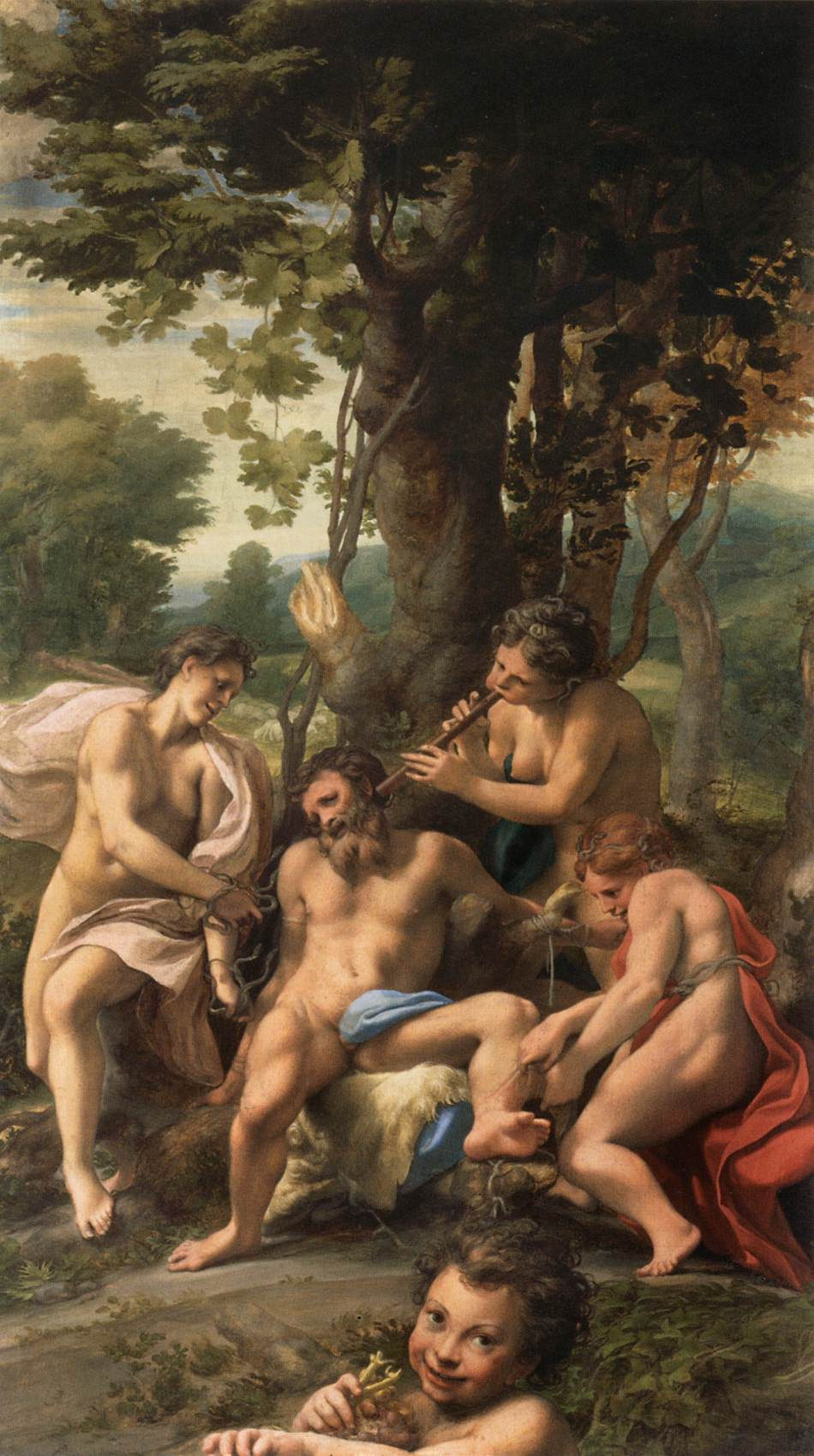
コレッジョ『悪徳の寓意』1531年-1534年頃
ティツィアーノ・ヴェチェッリオ『パルドのヴィーナス』1535年-1540年頃